# Anthelia julacea

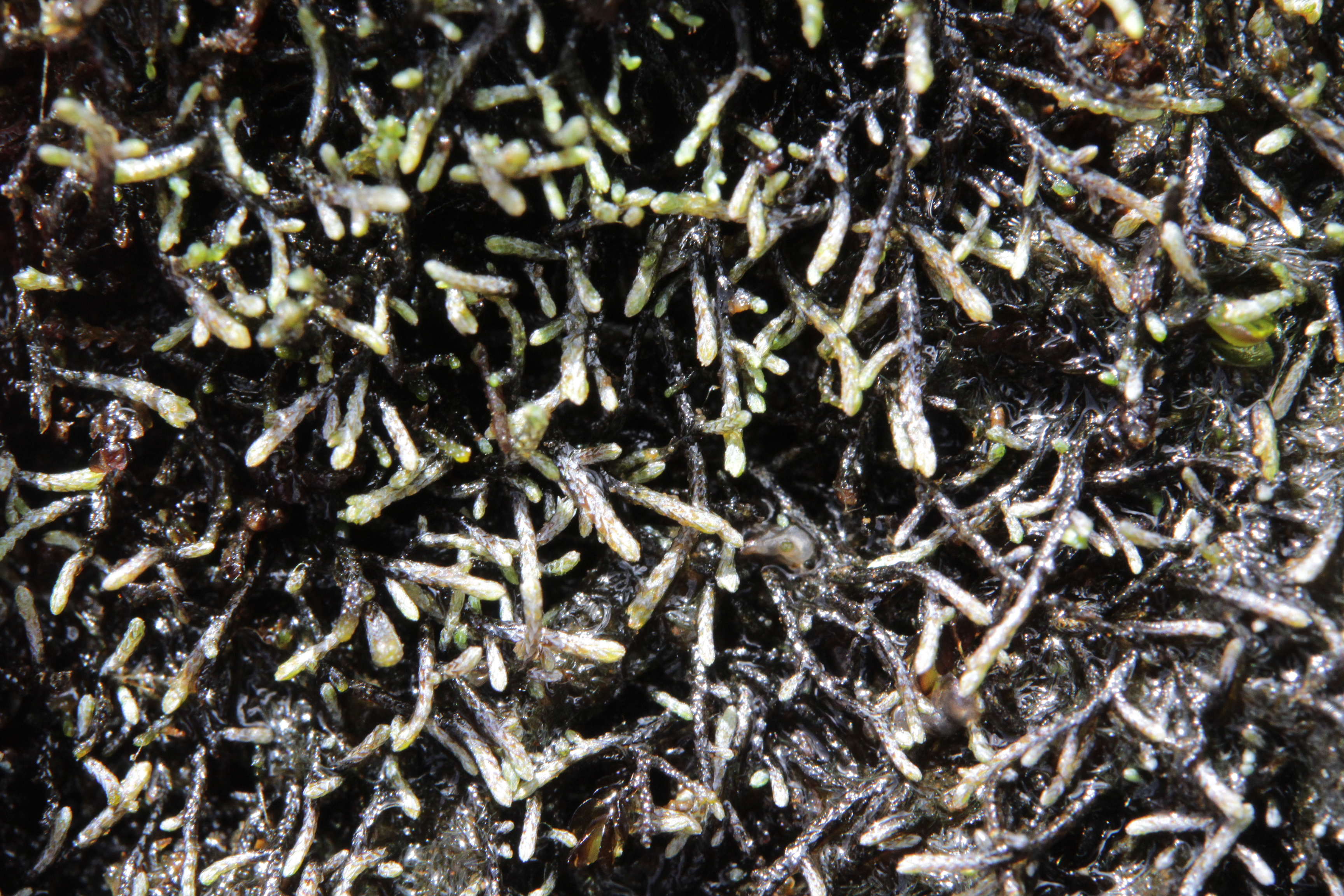
Nahansicht

Anthelia julacea ist eine Lebermoos-Art aus der Familie Antheliaceae. Deutsche Namen sind Polster-Schimmelmoos, Kätzchenartiges Schimmellebermoos und Kätzchenartiges Schneetälchenmoos.

## Merkmale
Anthelia julacea ist morphologisch ihrer Schwesterart Anthelia juratzkana recht ähnlich, mit dachziegeliger Beblätterung und bis über die Hälfte in zwei lanzettliche Lappen geteilten Blättern. Sie unterscheidet sich jedoch durch aufrechten Wuchs, sie bildet weißliche bis bläulichgraue Polsterrasen bis 4 Zentimeter Höhe. Weiters sind an der Stämmchenunterseite keine oder nur spärlich Rhizoide vorhanden. Die Blattzellen haben verdickte Wände. Die Art ist zweihäusig. Sporogone sind selten.

## Standortansprüche und Verbreitung
Das Moos bildet in kalkfreien alpinen Quellmooren und Quellfluren oft ausgedehnte, dichte Decken, seltener wächst es auf Schneeböden oder an überrieselten Silikatfelsen.
In Österreich und der Schweiz sind die Vorkommen auf die Zentralalpen beschränkt, hier wächst es zerstreut bis verbreitet oder gebietsweise selten, meist in Höhen von etwa 2000 bis über 3000 Metern, seltener in tieferen Lagen ab 1100 Metern.
Die weltweite Verbreitung ist arktisch-alpin. Neben den Vorkommen in den Zentralalpen werden als weitere Gebiete angegeben: Gebirge Europas, Kaukasus, Türkei, Himalaya, Ostasien, nördliches Nordamerika und die Arktis.